# Anton Wiese
Anton Wiese (* um 1582 in Braunschweig; † Ende 1655 in Lübeck) war ein deutscher Geschütz- und Glockengießer.

## Leben
Über Wieses Herkunft ist wenig bekannt. Als Gießer wirkte er gemeinsam mit dem Kupferstecher Wilhelm Schwan an der Herstellung von zwei Epitaphien für die Martinikirche in Braunschweig mit. Das erste wurde 1621 zur Erinnerung an den Vizekanzler und Syndikus Johann Kammann d. Ä. (1562–1621) hergestellt, das zweite 1622 für den Leibarzt Hermann Conerding (1562–1622). Von beiden Epitaphien sind nur noch die Inschriftenplatten erhalten, die sich beide heute im Altstadtrathaus von Braunschweig befinden. 1626 wird ein Anthon Wyse als Büchsenmeister von Herzog Christian dem Älteren erwähnt, der auch in Braunschweig als Glockengießer tätig war. Zu Ostern 1632 wurde er als Nachfolger des im Dezember 1630 verstorbenen Heinrich Niemann zum Rats-Büchsenmeister und Ratsgießer der Hansestadt Lübeck bestellt und bezog das Ratsgießhaus auf der Lastadie. Am 13. November leistete er den Bürgereid und am Tag darauf den Diensteid.
Er muss zweimal verheiratet gewesen sein; 1637 wird seine Frau Marie genannt und ab Februar 1639 Lucia. Von seinen Kindern ist sein Sohn Nikolaus bekannt, der, um 1627 vermutlich in Braunschweig geboren, sein Nachfolger wurde. Am 22. Januar 1652 richtete Anton Wiese an den Rat die Bitte, ihm seinem Sohn als Adjunkt an die Seite zu stellen und ihm die Nachfolge zuzusichern. Am 30. Januar genehmigte der Rat dies unter der Bedingung, dass Nikolaus Wiese ein Probestück abliefere. Am 26. Februar 1656 wurde ihm nach dem Tod des Vaters die Verfügungsgewalt über das Gießhaus zugesprochen und von 1657 bis 1667 war er als Ratsgießer für Lübeck tätig.
Von den zahlreichen Geschützen, die Anton Wiese nachweislich gegossen hat, ist keins erhalten.
| Jahr | Ort                                   | Name                   | Gewicht in kg | Durchmesser in mm | Nominal | Bemerkung |
| ---- | ------------------------------------- | ---------------------- | ------------- | ----------------- | ------- | --- |
| 1633 | Jakobikirche (Lübeck)                 | Kopenhagener Glocke    |               |                   |         | Guss gemeinsam mt Cord Kleymann; 1743 umgegossen                                                                        |
| 1633 | St.-Nicolai-Kirche (Vejle)            |                        |               | 890               | ais1    | Nyholm Nr. 3473 |
| 1638 | Vinberg, Gemeinde Falkenberg, Halland |                        |               |                   |         | |
| 1638 | St. Georg in Wollin                   |                        |               |                   |         | |
| 1642 | Nyborg Kirke                          |                        |               | 620               |         | Nyholm Nr. 2162 |
| 1646 | Marienkirche (Lübeck)                 | Pulsglocke             |               |                   |         | gilt als sein Hauptwerk; sie musste jedoch schon 1658 nach einem Sprung wieder umgegossen werden                        |
| 1647 | St.-Michaelis-Kirche (Eutin)          | 3. Glocke              |               |                   |         | 1661 umgegossen |
| 1647 | Marienkirche, Lübeck                  | Zeichenglocke          |               |                   |         | später im Marienwerkhaus gebraucht, nicht erhalten                                                                      |
| 1648 | St.-Marien-Kirche (Selmsdorf)         | 1. Glocke              |               |                   |         | 1742 durch Lorenz Strahlborn umgegossen                                                                                 |
| 1648 | Kirche Ugilt, Hjørring Kommune        |                        |               | 760               |         | Nyholm Nr. 3370 |
| 1649 | Kirche Pritzier                       | 1. Glocke              |               |                   |         | |
| 1650 | Marienkirche, Lübeck                  | Rats- und Kinderglocke | 178,5         | 640               |         | 1906 in den Turm der Heilanstalt Strecknitz abgegeben, einzige 1942 nicht zerstörte Glocke des Geläuts der Marienkirche |
| 1651 | Kirche Pritzier                       | 2. Glocke              |               |                   |         | |
| 1651 | Kirche Witzeeze                       |                        |               |                   |         | |
| 1652 | Heiliggeistkirche (Tallinn)           | kleinere Glocke        |               |                   |         | |
| 1652 | Kirche Tramm                          |                        |               |                   |         | |
| 1653 | Kirche Skinnerup, Thisted Kommune     |                        |               | 650               |         | Nyholm Nr. 2744, wohl gemeinsam mit seinem Sohn Nikolaus Wiese                                                          |